# Cerra-colla
 (juillet 2012).
Si vous disposez d'ouvrages ou d'articles de référence ou si vous connaissez des sites web de qualité traitant du thème abordé ici, merci de compléter l'article en donnant les références utiles à sa vérifiabilité et en les liant à la section « Notes et références ».
Le cerra-colla (ou cera colla) est une technique de peinture à base de cire.
Elle fut utilisée dans l'art byzantin, et la technique fut redécouverte à la Renaissance (d'où le nom italien actuel).
C'est un mélange de colle de caséine et de cire savonnée, cette technique se pratique sur n'importe quel support brut.
Comme la détrempe, elle s'utilise en glacis transparents successifs.

## Mode de préparation

### Préparation de la colle de caséine
IngrédientsFromage blanc à 0 %, ammoniaque, eau.
Matérieltissu en coton (mouchoir ou autre), un bol, un flacon avec bouchon.
PréparationLe fromage blanc est à faire égoutter dans un tissu durant toute la nuit. Le lendemain matin, placer le fromage blanc égoutté dans un bol et ajouter un peu d'eau pour le fluidifier. Ajouter enfin de l'ammoniaque (quelques gouttes suffisent) ; remuer vivement à l'aide d'une spatule en bois : le fromage blanc se transforme en colle de caséine (blanc jaunâtre relativement translucide).
Cette colle se conserve environ 15 jours ; il suffit d'ajouter un peu de camphre dans le récipient. (Camphre et ammoniaque sont volatils, donc les odeurs disparaîtront peu à peu.)

### Préparation de la cire savonnée
IngrédientsCire vierge d'abeille (pharmacie), eau, ammoniaque (pharmacie)
MatérielUn bol, 2 casseroles, une plaque électrique, un flacon avec bouchon.
Dans la plus petite casserole on verse 100 g d'eau et 25 g de cire vierge d'abeille. Placer la petite casserole dans la plus grande qui contient de l'eau (bain-marie). En peu de temps sous l'action de la chaleur progressivement la cire se liquéfie dans l'eau.
Lorsque la transparence requise de l'eau apparaît on ajoute de l'ammoniaque : le liquide se transforme aussitôt en un liquide laiteux, blanchâtre que l'on nomme cire savonnée. Bien remuer avec un bâton en bois.
Pour obtenir cette cerra-colla, il suffit de mélanger un volume de colle de caséine à un volume de cire savonnée. Ce mélange se fait sans difficultés particulières, à froid. On bouchera le récipient en agitant fortement la préparation pour garantir l'homogénéité du mélange.
Ce mélange peut se garder environ deux mois au réfrigérateur.

## Technique de la cerra-colla
Matériel
- Une palette genre carreau de céramique
- Couteaux à peindre (2 à 3)
- Pinceaux poil de martre
- Pot à eau + récipient peu profond pour contenir un peu d'eau
- Pigments en poudre (détaillant articles beaux-arts): a)Proplasma :créer deux nuances avec : ocre jaune + bleu de cobalt = gris moyen. Terre d'ombre naturelle + bleu de cobalt = gris foncé. b) + pigments de couleur (Cette technique ne peut pas s'utiliser avec les pigments qui ne résistent pas aux bases avec de la cerre-colla : blanc de zinc, blanc d'argent, jaune indien, laque carminée, laque de garance, vert véronèse, violet de cobalt, bleu de prusse, brun de cassel, bleu outremer).
- Pinceau poil de chevre

## Méthode
Sur un carreau de céramique, mélanger un volume identique de pigment en poudre et de cerra-colla. Utiliser un couteau à peindre pour produire une pâte homogène.
Cette pâte sera ensuite diluée avec plus ou moins d'eau lors de l'application des couches de peinture. Le travail s'ébauche d'abord en travaillant les zones d'ombre à l'aide des teintes proplasma, puis les lumières à l'aide du blanc de titane. lorsque la gamme tonale est suffisamment établie on superpose la couleur à l'aide de glacis successifs et transparents.
Cette peinture étant indélébile en séchant on aura soin de laisser les pinceaux en attente immergés dans le récipient décrit plus haut et que l'on nomme : palette d'eau. Lorsque la peinture est achevée et bien sèche la chauffer doucement (soleil) puis la brosser pour lui donner un aspect satiné.
VernissageEn utilisant seulement de la cire savonnée. Bien laisser sécher avant de vernir. Cette couche étant sèche, lustrer doucement avec un chiffon doux.(Cours de Philippe Happe - École d'Arts Graphiques de Libourne).